# Quarenta Mártires da Inglaterra e Gales
Os Quarenta Mártires da Inglaterra e do País de Gales compreendem um grupo de homens e mulheres católicos que foram executados por alegação de traição e jacobitismo, crimes relacionados com os conflitos políticos e religiosos no Reino da Inglaterra, entre 1535 e 1679, num contexto de perseguição religiosa pelo fato de serem católicos. Muitos foram condenados à morte em julgamentos ou sem julgamento.

## Lista de mártires
Foram canonizados pelo Papa Paulo VI em 25 de outubro de 1970:
| - John Almond - Edmund Arrowsmith - Ambrose Barlow - John Boste - Alexander Briant - Edmund Campion - Margaret Clitherow - Philip Evans - Thomas Garnet - Edmund Gennings | - Richard Gwyn - John Houghton - Philip Howard - John Jones - John Kemble - Luke Kirby - Robert Lawrence - David Lewis - Anne Line - John Lloyd | - Cuthbert Mayne - Henry Morse - Nicholas Owen - John Payne - Polydore Plasden - John Plessington - Richard Reynolds - John Rigby - John Roberts - Alban Roe | - Ralph Sherwin - John Southworth - Robert Southwell - John Stone - John Wall - Henry Walpole - Margarida Ward - Augustine Webster - Swithun Wells - Eustace White |

Na cerimônia de canonização Paulo VI disse: "Que o sangue destes mártires seja capaz de curar a grande ferida infligida à Igreja de Deus, em virtude da separação da Igreja Anglicana da Igreja Católica. Não está um destes Mártires a dizer-nos - a Igreja fundada por Cristo? Não é este o seu testemunho? Sua devoção à sua nação nos dá a certeza de que no dia em que, se Deus quiser, a unidade da fé e da vida cristã for restaurada, nenhuma ofensa será infligida à honra e soberania de um grande país como a Inglaterra. Não haverá nenhuma busca para diminuir o prestígio legítimo  e o patrimônio digno de piedade e de uso adequado para a Igreja Anglicana quando a Igreja Católica Romana, este "Servo dos Servos de Deus" humilde - puder abraçá-la a sempre amada irmã numa autêntica comunhão da família de Cristo: uma comunhão de origem e de fé, uma comunhão de sacerdócio e de regra, comunhão dos santos na liberdade e no amor do Espírito de Jesus. Talvez tenhamos que seguir em frente, esperando e observando na oração, a fim de merecer esse dia abençoado . Mas já estamos fortalecidos na esperança pela amizade celestial dos Quarenta Mártires de Inglaterra e do País de Gales que são canonizados hoje. Amen."